# La Tardière
La Tardière är en kommun i departementet Vendée i regionen Pays de la Loire i västra Frankrike. Kommunen ligger i kantonen La Châtaigneraie som tillhör arrondissementet Fontenay-le-Comte. År 2019 hade La Tardière 1 327 invånare.

## Befolkningsutveckling
Antalet invånare i kommunen La Tardière
| Referens: INSEE |